# Kocsis Ernő (labdarúgó)
Kocsis Ernő (Kölked, 1932. július 6. – Pécs, 2006. december 28.) labdarúgó, hátvéd.

## Pályafutása
1952 a Pécsi Lokomotív, 1953 és 1964 között a Pécsi Dózsa labdarúgója volt. Az élvonalban 1952. március 16-án mutatkozott be a Bp. Dózsa ellen, ahol csapata 2–1-es vereséget szenvedett. Összesen 187 élvonalbeli bajnoki mérkőzésen szerepelt és két gólt szerzett. Az 1960-as években többször szerepelt a B-válogatottban.

## Sikerei, díjai
- Magyar bajnokság
  - 7.: 1955, 1957-tavasz, 1962–63